# Macrolepiota clelandii
A Macrolepiota clelandii é uma espécie de fungo pertencente à família Agaricaceae. Essa espécie é encontrada na Austrália e na Nova Zelândia, onde cresce isoladamente ou em pequenos grupos no solo, em florestas de eucaliptos, parques e margens de estradas. Trata-se de um cogumelo alto, alcançando aproximadamente 20 cm de altura, com um píleo largo coberto por escamas marrom-escuras. As lamelas esbranquiçadas na parte inferior do píleo são densamente espaçadas e não se conectam ao estipe esguio, que possui um anel solto na metade superior e uma base bulbosa. Não há certeza sobre a comestibilidade desse cogumelo, embora espécies próximas sejam comestíveis e algumas muito apreciadas.
O fungo foi documentado pela primeira vez pelo naturalista John Burton Cleland no início do século XX, sendo inicialmente confundido com a espécie europeia Macrolepiota procera, que hoje se sabe não estar presente na Austrália. A micologista australiana Cheryl Grgurinovic reconheceu as coletas de Cleland como uma espécie distinta, descrevendo-a oficialmente em 1997. O fungo já foi referido por diversos nomes, como M. konradii, M. gracilenta e M. mastoidea. Else Vellinga demonstrou, por meio de análise filogenética molecular, que esses nomes pertencem a espécies europeias e foram aplicados incorretamente por autores australianos.

## Taxonomia
A espécie foi oficialmente descrita pela micologista Cheryl Grgurinovic em sua obra de 1997, Larger Fungi of South Australia. Antes disso, o naturalista australiano John Burton Cleland havia classificado o fungo como Macrolepiota procera, uma espécie comum e amplamente distribuída que, atualmente, sabe-se não ocorrer na Austrália. Grgurinovic identificou o táxon de Cleland, caracterizado por basídios com dois esporos, como uma espécie distinta. A coleta do holótipo foi realizada por Cleland em 1912, próxima ao rio Hawkesbury [en], em Nova Gales do Sul. O epíteto específico clelandii homenageia o trabalho inicial de Cleland, que documentou a espécie várias vezes no início do século XX.
A análise molecular de sequências de DNA de coleções australianas rotuladas como Macrolepiota konradii, M. gracilenta, M. mastoidea, e M. procera revelou que todas pertencem à mesma espécie, Macrolepiota clelandii. Da mesma forma, várias coleções da Nova Zelândia foram historicamente identificadas erroneamente como Macrolepiota dolichaula. Esses nomes, originalmente atribuídos a espécies europeias, foram aplicados de forma equivocada às coleções australianas. Else Vellinga revisou o conceito da espécie Macrolepiota clelandii, incluindo espécimes com basídios de quatro esporos e coloração pálida do basidioma. Filogeneticamente, M. clelandii está em um clado com espécies próximas, como M. procera, M. dolichaula e M. mastoidea. Esse clado é grupo irmão de um grupo que contém espécies de Leucoagaricus [en] e Leucocoprinus [en]. A presença de fíbulas nas hifas posiciona M. clelandii na seção Macrolepiota do gênero Macrolepiota [en].

## Descrição

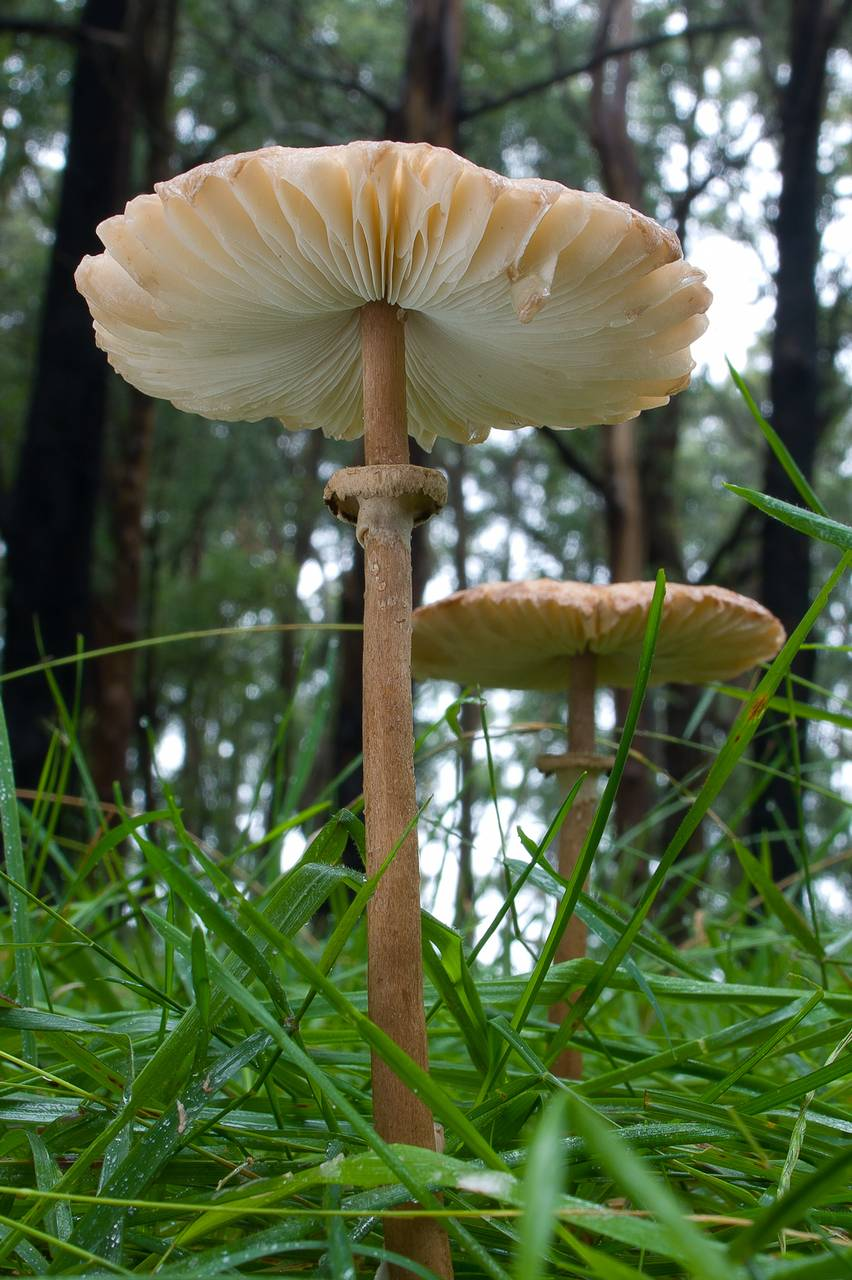
No Parque Nacional Dandenong Ranges, Victoria

O basidioma de Macrolepiota clelandii possui um píleo inicialmente ovalado, que se torna convexo e, na maturidade, achatado, alcançando diâmetros de 7,6 a 12,5 cm. Apresenta um umbo marrom-escuro e pequenas escamas marrom-escuras que revelam a carne esbranquiçada por baixo. Essas escamas dispõem-se em anéis concêntricos, que se tornam mais densos próximo ao umbo, completamente coberto por elas. Pequenos fragmentos do véu parcial podem permanecer pendurados na margem do píleo.

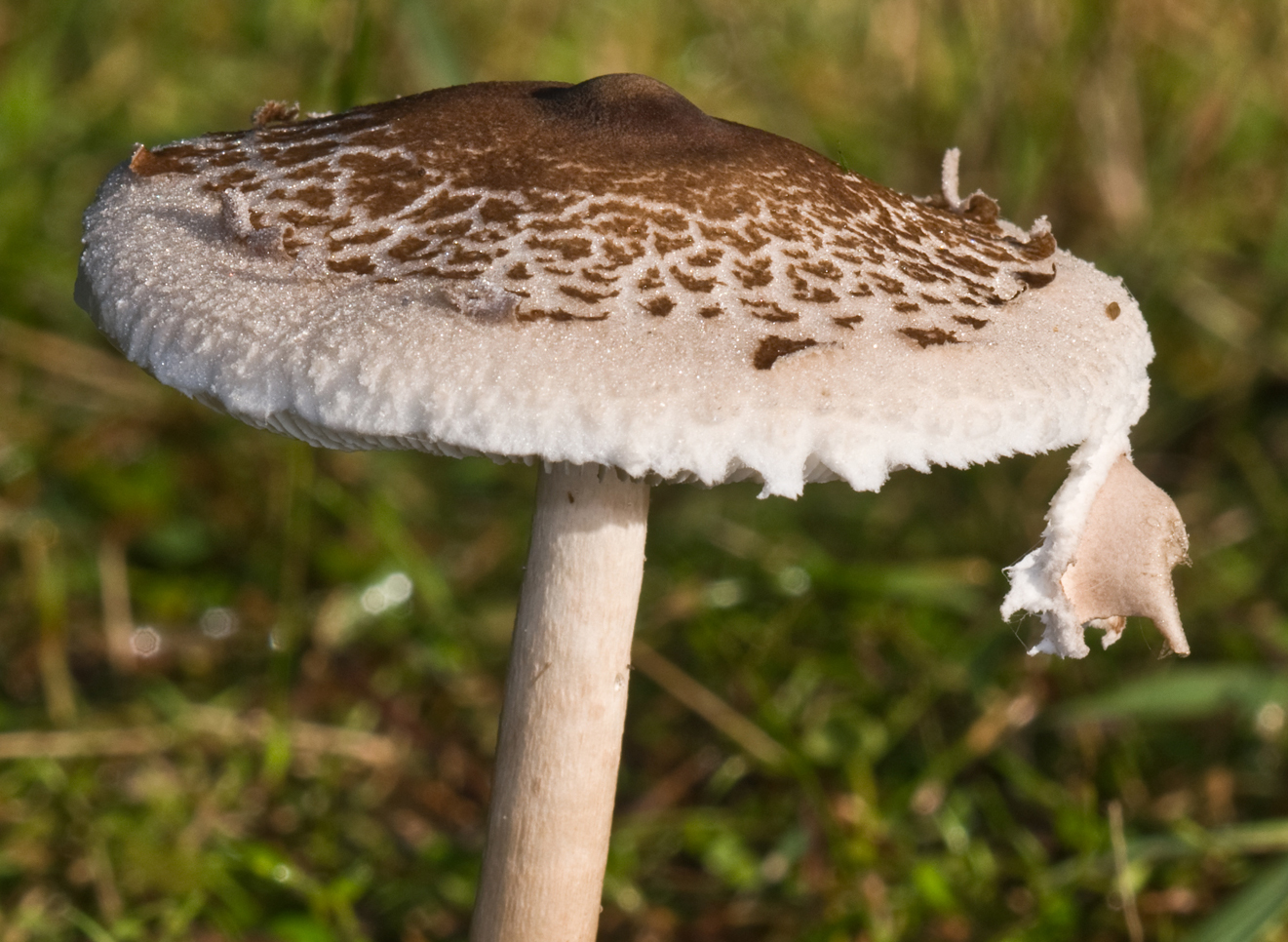
Fragmentos do véu parcial podem ficar pendurados na margem do píleo.

As lamelas brancas não se conectam ao estipe e são muito próximas umas das outras. O estipe, esguio e oco, mede até 18,7 cm de comprimento e possui uma base ligeiramente bulbosa. Sua cor é marrom-clara, e ele exibe um anel na metade superior, que frequentemente se solta e pode deslizar livremente ao longo do estipe. Os cogumelos não possuem odor característico. Sua altura elevada mantém as lamelas geralmente limpas, evitando respingos de chuva do solo da floresta.
De acordo com Peter Roberts e Shelley Evans, todas as espécies de semelhantes (como M. procera e seus parentes próximos, incluindo M. clelandii) são comestíveis. Anthony M. Young destaca a semelhança de M. clelandii com a espécie europeia comestível M. konradii, mas alerta que "a toxicidade da espécie australiana é desconhecida".
Macrolepiota clelandii produz uma esporada branca. Os esporos individuais são elipsoides, com um pequeno poro germinativo, lisos, de paredes espessas, medindo 13,4–24,8 por 9,6–16,0 μm. Eles apresentam uma reação dextrinoide (marrom-avermelhada) com o reagente de Melzer. Os basídios, células que produzem esporos, têm formato de taco, medindo 38,0–50 por 10,2–13,6 μm. Podem ter dois, três ou quatro esporos, com esterígmas de até 8,0 μm de comprimento. Coleções com basídios predominantemente de quatro esporos geralmente têm esporos menores que aquelas com basídios de dois esporos. Basídios com dois esporos produzem esporos com quatro núcleos. Os queilocistídios são abundantes na borda das lamelas, medindo 24,8–42,4 por 7,2–10,4 μm, com formato cilíndrico a de taco. Não há pleurocistídios na face das lamelas. As fíbulas estão presentes nas hifas.

### Espécies semelhantes
A espécie europeia Macrolepiota konradii, semelhante em aparência a M. clelandii, possui uma faixa menor de dimensões de esporos, geralmente 13–17 por 8–10 μm. M. subcitrophylla, descrita na China em 2012, é geneticamente próxima de M. clelandii; diferencia-se por suas lamelas amarelas. Macrolepiota procera é maior, com píleos amplos de até 30 cm de diâmetro, e o estipe apresenta faixas ou cintas escamosas em ziguezague marrons sobre fundo esbranquiçado; seus esporos são menores que os de M. konradii, medindo em média 13,8–15,7 μm. Sabe-se agora que ocorre apenas na Europa.
A Chlorophyllum molybdites, uma espécie tóxica que pode ser confundida com M. konradii, também está presente na Austrália (mas não na Nova Zelândia). Pode ser distinguida por sua esporada verde e lamelas que se tornam verde-claras com o tempo. Algumas espécies de Lepiota, mortalmente venenosas, exibem um padrão semelhante de escamas no píleo, mas seus basidiomas são menores.

## Habitat e distribuição
O cogumelo Macrolepiota clelandii frutifica isoladamente ou em pequenos grupos no solo, em gramados ou entre a serapilheira. É comumente encontrado em florestas de eucaliptos e florestas tropicais subtropicais. Foi registrado em Queensland, Nova Gales do Sul, Victoria, Austrália do Sul e Austrália Ocidental. No sudoeste da Austrália, ocorre em florestas de Eucalyptus marginata e E. diversicolor, onde a frutificação geralmente acontece no final do outono e início do inverno. O fungo parece preferir solos perturbados, sendo frequentemente encontrado em margens de estradas próximas a florestas, gramados, áreas verdes de parques e entre os restos de florestas de E. diversicolor regeneradas após corte. É comum em bosques de Eucalyptus camaldulensis. Também ocorre na Nova Zelândia, onde é encontrado em florestas mistas de Leptospermum scoparium, Kunzea ericoides e Agathis, além de plantações de coníferas. É a menor e mais esguia das espécies de Macrolepiota presentes lá.